# Oulakhan-Botouobouia
L'Oulakhan-Botouobouia (en russe : Улахан-Ботуобуя - en yakoute Улахан Ботуобуйа) est une rivière de Russie qui coule en République de Sakha, en Sibérie orientale. C'est un affluent de la rivière Viliouï en rive droite, donc un sous-affluent de la Léna.

## Géographie
L'Oulakhan-Botouobouia a une longueur de 459 kilomètres. Son bassin versant a une superficie de 17 500 km2 (surface de taille comparable à celles du Koweït ou du Swaziland). Son débit moyen à l'embouchure est de 62,5 m3/s. 
L'Oulakhan-Botouobouia prend naissance sur le rebord sud-est du plateau de Sibérie centrale appelé plateau de la Léna (Prilenskoïe plato - Приленское плато), dans une zone de taïga presque tout à fait dépeuplée. La rivière coule sur ce plateau d'abord en direction du nord-est. Aux abords de la petite localité de Tas-Iouriakh, elle change légèrement d'orientation, et adopte la direction du nord. Elle finit ainsi par confluer avec le Viliouï en rive droite, quelques kilomètres en aval du grand barrage du Viliouï.

## Gel
Le bassin versant de l'Oulakhan-Botouobouia, comme l'ensemble du bassin du Viliouï repose totalement sur un épais manteau de sol gelé en permanence ou pergélisol.
La rivière est prise par les glaces dès la mi-octobre. Elle reste gelée jusqu'à la mi-mai.

## Hydrométrie - Les débits mensuels à Zakhar
Le débit de l'Oulakhan-Botouobouia a été observé pendant 1 an (1994) à Zakhar, localité située à 30 kilomètres de son confluent avec le Viliouï, à 268 mètres d'altitude. 
La durée d'observation de la rivière étant insuffisante, les chiffres suivants n'ont qu'une valeur indicative.
Le débit inter annuel moyen ou module observé à Zakhar durant cette période a été de 62,5 m3/s pour une surface drainée de 16 900 km2, soit la quasi-totalité du bassin versant de la rivière.
La lame d'eau écoulée dans ce bassin atteignait ainsi le chiffre de 117 millimètres par an.